# 恭懿皇后
恭懿皇后（？—？），郭氏，名不详，明夏追封君主夏莊惠帝明子成妻。
郭氏事跡不詳，只知她嫁與夏莊惠帝及生夏昭順帝明如海。天統元年（1363年），明玉珍稱帝，追上郭氏諡號為恭懿皇后。